# TVP2
TVP2 es el segundo canal de televisión público de Polonia, perteneciente a TVP. Se trata de un canal generalista con una programación centrada en el entretenimiento. Emite series nacionales e internacionales, concursos y telenovelas.

## Historia
El canal inició emisiones el 2 de octubre de 1970. Włodzimierz Sokorski, presidente del Comité de Radio, declaró durante un discurso solemne que el lanzamiento del nuevo programa era una expresión de "preocupación por la educación y la cultura de la nación". Inicialmente, TVP2 era un programa educativo, que transmitía principalmente programas científicos y educativos, incluyendo cursos de idiomas extranjeros, por ello, el canal también emitía películas extranjeras en versión original en espacios como Kino wersji oryginalnej o Kino poliglotów. Su objetivo era promover los logros del teatro, el cine y el buen entretenimiento.
El canal también emitía bloques de programas dedicados a los países de la "democracia popular", donde se emitieron documentales y películas de ficción, así como programas de entretenimiento de estos países.
Tras el levantamiento definitivo de la ley marcial en 1983 y el regreso a la transmisión regular, se implementó el concepto de Dwójka como un canal con una imagen propia y más distintiva, capaz de diversificar significativamente su oferta de programación. Inicialmente, se centró en series documentales sobre artistas destacados, especialmente escritores, series de viajes y series dedicadas a obras maestras del cine, tanto en series originales como en series temáticas.
Cuando Zbigniew Napierała asumió la dirección de la cadena, se emitieron más programas de música clásica, que llegaron a ocupar hasta el 11% del tiempo de emisión. El canal adquirió una nueva imagen con la llegada de Józef Węgrzyn, quien decidió introducir más programas de entretenimiento y periodísticos (su idea fue, entre otros, Panorama dnia), un estudio de locución original y un equipo de presentadores completamente nuevo. En esa época, debutaron en TP2, entre otras, Iwona Kubicz, Jolanta Fajkowska o Grażyna Torbicka. Se emitieron cada vez más programas interesantes, y las películas se presentaban siempre de forma que su horario de emisión no coincidiera con el de las películas de TP1.
TP2 se convirtió en TVP2 en 1992, en el momento en que Polonia se estaba abriendo al capitalismo y comenzaba a adaptar formatos de concursos internacionales.
El 7 de marzo de 2003 el canal adoptó su actual imagen corporativa.
El 27 de octubre de 2010 el canal inició emisiones en televisión digital terrestre y desde el 1 de junio de 2012 emite en HD, dando cobertura a la Eurocopa 2012, celebrada en Polonia y Ucrania.

## Programación
- Magazyn Ekspresu Reporterów
- Pożyteczni.pl
- Anna Dymna
- No, wiadomo
- Pytanie na śniadanie
- Mamaland
- Na dobre i na złe
- M jak miłość
- Barwy szczęścia
- Na sygnale
- Krucjata II
- The Voice of Poland
- Szansa na sukces
- To jest grane
- Muzyka na dobry wieczór
- Cudowne lata
- Familiada
- Jeden z dziesięciu
- Postaw na milion
- Va banque
- Koło fortuny
- Tak to leciało!
- Art noc
- Dobry tytuł
- Kino bez granic
- Kino relaks

## Imagen corporativa

1970 - 1975
1975 - 1976
1976 - 1983
1983 - 1986
1986 - 1992
1992 - 2000
2000 - 2003
Desde 2003
2021 - 2023 (solo en cortinillas)

### TVP2 HD

Desde 2012